# Themira kanoi
Themira kanoi är en tvåvingeart som beskrevs av Iwasa 1995. Themira kanoi ingår i släktet Themira och familjen svängflugor. Inga underarter finns listade i Catalogue of Life.